# نیل فرانکلین
نیل فرانکلین (به انگلیسی: Neil Franklin) بازیکن فوتبال زادهٔ ۲۴ ژانویه ۱۹۲۲ اهل کشور انگلستان بود که سابقهٔ بازی در تیم ملی فوتبال انگلستان را در کارنامهٔ خود دارد. وی در تاریخ ۲۸ سپتامبر ۱۹۴۶ نخستین بازی ملی خود را در مقابل تیم ملی فوتبال ایرلند شمالی انجام داد و با حضور در ۲۷ بازی ملی، در تاریخ ۱۵ آوریل ۱۹۵۰ واپسین بازی ملی‌اش را در برابر تیم ملی فوتبال اسکاتلند برگزار کرد.